# Москотильников, Савва Андреевич
Савва Андреевич Москотильников (1768, Ярославль — 1852, Казань) — русский поэт и переводчик, деятель масонства.

## Биография
Сын небогатого купца. Родился в Ярославле 5 (16) января 1768 года. Первоначальное образование ему дал один из учителей Ярославской духовной семинарии. Затем служил в Ярославском городовом магистрате, был копиистом, затем подканцеляристом и с 1784 года — канцеляристом. В 1786 году был переведён в Вологодскую гражданскую палату. В 1788 году по собственному желанию перешёл в штат Нижегородского губернского правления, где был произведён в губернские регистраторы; с 15 октября 1792 года — секретарь Нижегородского городового магистрата.
Стал членом масонского кружка в Нижнем Новгороде (кон. 1780 — нач. 1790-х гг.), был тесно связан с И. В. Лопухиным, М. И. Невзоровым, И. П. Тургеневым.
В 1793 году переехал в Казань, к больному отцу. Служил секретарём городового магистрата. С 1801 года в чине коллежского асессора состоял при особой Комиссии флигель-адъютанта Альбедиля, был губернским стряпчим уголовных дел. В Казани он создал литературный кружок, покровительствуя молодым литераторам: был другом и наставником Г. П. Каменева. В нач. 1800-х годов подготовил к изданию сборник, включавший произведения: свои, Г. П. Каменева, Н. С. Арцыбашева, И. И. Чернявского; однако в печати этот сборник так и не появился.
Москотильников 15 июля 1805 года был избран корреспондентом Вольного общества любителей словесности, наук и художеств; исключён из него 18 апреля 1812 года, а 17 декабря того же года стал членом Казанского общества любителей отечественной словесности.
В результате серьёзного самообразования обладал глубокими знаниями в области философии, естественных и юридических наук, написал диссертацию и в 1806 году ходатайствовал перед Казанским университетом о предоставлении ему кафедры юриспруденции, но безуспешно.
В 1814—1820 годах он был советником губернского правления с чином коллежского советника; с 1827 года был чиновником по особым поручениям при гражданском губернаторе; с 1834 года снова занимал должность советника губернского правления, — до отставки в 1846 году. Доживал свои дни почти ослепнув и живя в «горькой нищете». Умер 18 (30) августа 1852 года. Похоронен на кладбище Кизического Введенского монастыря в Казани.

## Литературное творчество
Первые литературные опыты — басня «Два фигляра» и стихотворная классицистическая трагедия «Остан» относятся к 1786 году. В нач. 1790-х его поэзия и проза приобретает масонский характер; это относится к стихотворению «Сон», прозаическому сочинению «Добродетель, торжествующая в недрах смерти» и др. Другие его произведения оды, басни, послания, надписи, эпитафии, эскиз драмы из испанской жизни. В 1812 он создаёт «Воззвание к обитателям Казанской губернии при слухе о вшествии неприятеля в Москву», позднее «Послание Д. И. Хвостову» (1818), а также описание путешествия в Москву (письмо Герасиму Кирилловичу (?) от 13 авг. 1805). При жизни были опубликованы только два его произведения: ода Александру I и басня «Волк и Лисица» (Тр. Казанского о-ва любителей рос. словесности. 1815. Кн. 2).
Перевёл «Пигмалиона, лирическую сцену из сочинений Ж.-Ж. Руссо» и философский сон Л.-С. Мерсье «Столпотворение» (опубликованы Е. Бобровым в 1903). Почти 20 лет трудился над прозаическим переводом «Освобожденного Иерусалима» Торквато Тассо, (с французского перевода Лебрена) (опубл. М., 1819). В начале 1820-х начал работу над прозаическим переводом с французского языка героической поэмы Ариосто «Неистовый Роланд»; в 1836—1840 переводил поэму Т. Тассо «Освобожденный Иерусалим» с ит. подлинника.
Письма Москотильникова из Москвы в Казань, писанные Г. П. Каменеву (изданы Н. И. Второвым в альманахе «Вчера и сегодня», СПб., 1845), заключают описание знакомств и бесед Москотильникова с тогдашними корифеями мистицизма — И. В. Лопухиным, И. П. Тургеневым, Поздеевым — и писателями, близкими к ним: Карамзиным, Дмитриевым, Херасковым.
Москотильников был страстным собирателем мистических книг. Его некролог («Каз. Губ. Вед.», 1853, № 7 и 8) ни словом не упоминает о его связях с мистиками и масонами, так как в то время мистика находилась под цензурным запрещением.
Вся его библиотека и рукописи, от дочери перешла профессору Шпилевскому.